# Islote Aguirre
Die Islote Aguirre ist eine Insel vor der Nordküste der Trinity-Halbinsel an der Spitze der Antarktischen Halbinsel. In der Gruppe der Duroch-Inseln liegt sie unmittelbar westlich der Gándara-Insel.
Entdeckt und benannt wurde sie bei der 1. Chilenischen Antarktisexpedition (1947–1948). Namensgeber ist Eneas Aguirre Sersic, ein Expeditionsteilnehmer.